# Calanthe madagascariensis
Calanthe madagascariensis là một loài thực vật có hoa trong họ Lan. Loài này được Rolfe ex Hook.f. mô tả khoa học đầu tiên năm 1901.